# Ohio (Nowy Jork)
Ohio – miasto w Stanach Zjednoczonych, w stanie Nowy Jork, w hrabstwie Herkimer.